# Haripurwa
Haripurwa (en népalais : हरिपुर्वा) est un comité de développement villageois du Népal situé dans le district de Sarlahi. Au recensement de 2011, il comptait 15 798 habitants.